# Debra Hillová
Debra Hillová (10. listopadu 1950 – 7. března 2005) byla americká filmová producentka a scenáristka.
Hodně se angažovala jako spolutvůrce na filmech amerického režiséra Johna Carpentera. Jejich nejznámější spoluprací byly filmy Halloween z roku 1978 a Mlha z roku 1980. Narodila se ve městě Haddonfield ve státě New Jersey, což bylo inspirací pro pojmenování fiktivního města z filmu Halloween.
Byla členkou Producers Guild of America a výboru producentů Oscara.

## Scenáristická filmografie
- Útěk z L.A. (1996)
- Útěk z vězení (1994)
- Zpověď kariéristky (1994)
- Halloween 2 (1981)
- Mlha (1979)
- Halloween (1978)